# 西教寺 (文京区)
西教寺（さいきょうじ）は、東京都文京区向丘にある浄土真宗本願寺派の寺院である。山号は、「涅槃山」（ねはんざん）、本尊は阿弥陀如来。
東京大学農学部キャンパスの隣にあり、旧中山道本郷追分のすぐそばに位置する。付近には根津神社などがある。

## 沿革
- 西教寺は常州那珂郡村松（現在の茨城県東海村）在の村松左衛行武、親鸞の門人となり、慈専坊と号し、一宇を建立する。
- 寛永7年（1630年）、江戸開基釈了賢（十世）が湯島三組町に一寺を建立する[1]。
- 明暦3年（1657年）、現在地に移転する。
- 境内地は、関東大震災、戦災による焼失被害から免れており、江戸時代の建築である鐘楼、表門を始め、本堂（明治4年再建）、書院（明治28年再建）など貴重な寺院木造建築を今に伝える。

## 境内
書院玄関前には、文京区保護樹木指定のスダジイが葉を茂らせ、その脇に、大谷光真（即如）門主お手植えの白木蓮がある。また大谷光照（勝如）が、東京大学在学中、勉強会にしばしば参加された縁から、ゆかりの品々も多く伝わる。

## 文化財
文京区指定有形文化財（建造物の部）
- 表門（朱殿門、旧姫路藩酒井家屋敷門）（昭和55年11月1日指定）[2]

## 交通アクセス
- 東京メトロ南北線東大前駅から徒歩5分